# Čtyři generace válečnictví
Čtyři generace válečnictví je teorie popisující změnu způsobu vedení válek od roku 1648 do současnosti. Koncept poprvé popsali autoři William S. Lind, plukovník Keith Nightengale, kapitán John F. Schmitt, plukovník Joseph W. Sutton a podplukovník Gary I. Wilson v článku Marine Corps Gazette z roku 1989 s názvem „Měnící se tvář války: do čtvrté generace“.  V roce 2006 byl koncept rozšířen plukovníkem Thomasem X. Hammesem v knize The Sling and The Stone.

## Autoři teorie
U zrodu této teorie stojí zejména americký vojenský historik William S. Lind (ročník 1947) a Thomas X. Hammes, důstojník americké námořní pěchoty a specialista na protipovstaleckou válku.

## První generace válečnictví

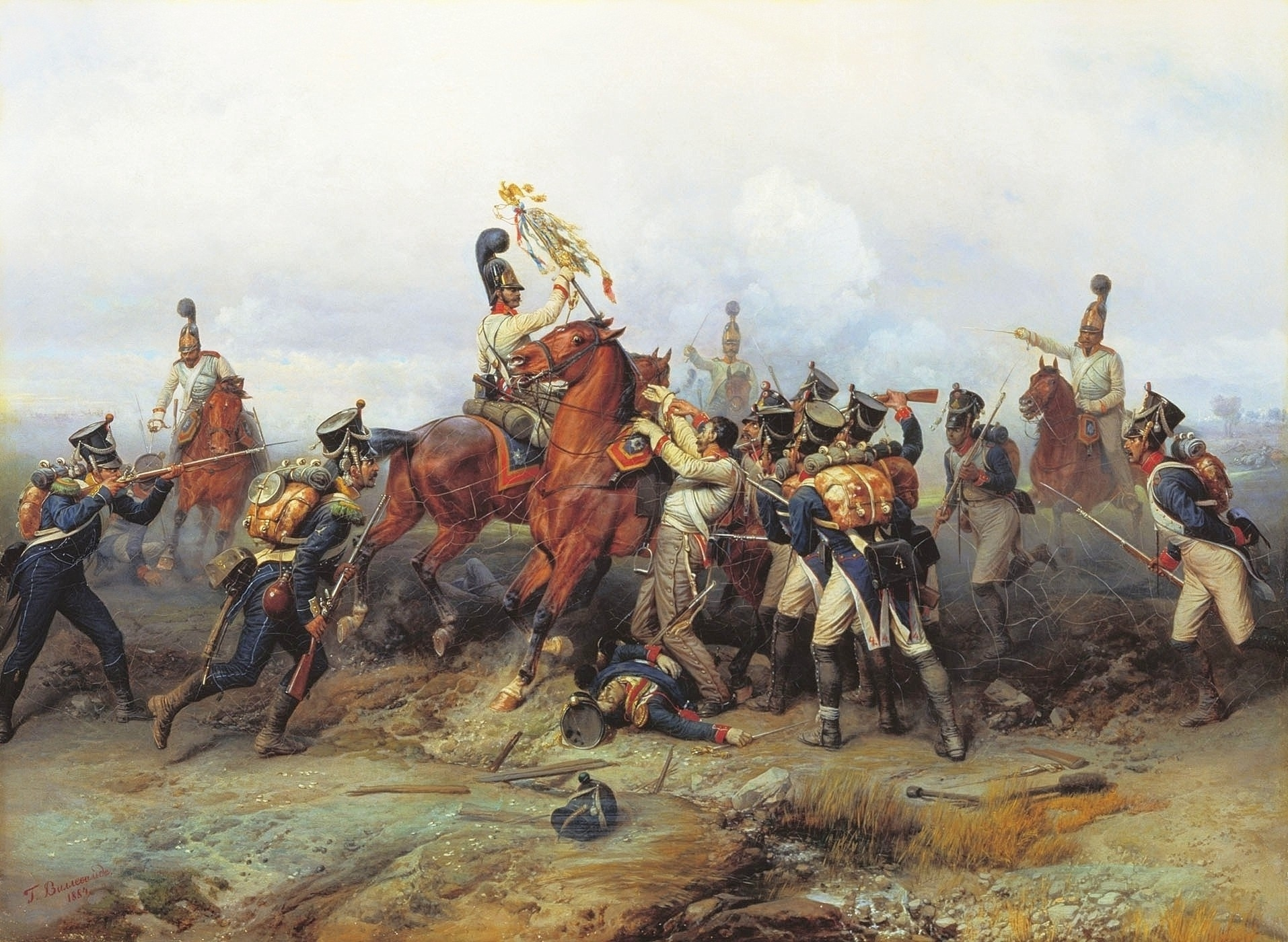
Carská garda v bitvě u Slavkova

První generaci válečnictví charakterizují masové armády používající lineární taktiku (vojáci stojí v řadě proti sobě a střílejí salvami na povel svých velitelů) a kolony s uniformovanými vojáky, kteří podléhají státu. Stát má monopol na násilí. Toto období začíná po roce 1648 (konec třicetileté války) a trvá do poloviny devatenáctého století (napoleonské války).
Hlavní znaky první generace:
- stát získává monopol na násilí,
- profesionální armády,
- drakonické tresty za neuposlechnutí,
- kabinetní války mezi panovníky,
- lineární taktika.

## Druhá generace válečnictví

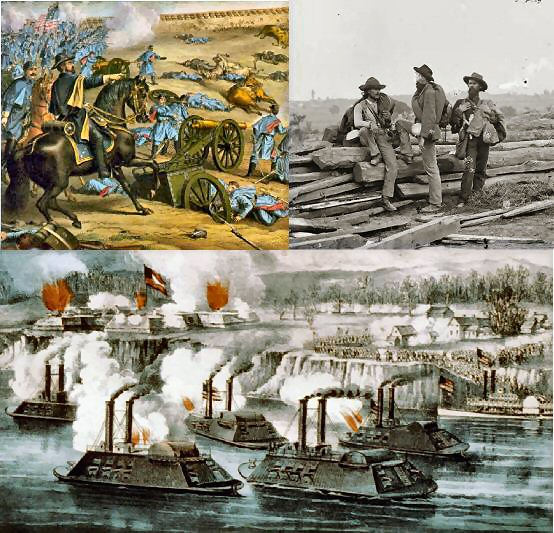
Americká občanská válka

Druhá generace vedení války zahrnuje éru po vynálezu zadovek, které učinily lineární taktiku sebevražednou. Pušky zadovky, kulomety, železnice, telegraf a ostnatý drát se staly symboly této generace. Dělostřelectvo se natolik technicky zdokonalilo, že bylo nutno budovat velmi sofistikované zákopy. O druhé generaci válečnictví hovoříme od bitvy u Sadové (jež bývá označována i jako bitva u Hradce Králové) roku 1866 a za její vrchol považujeme první světovou válku. Příkladem druhé generace válečnictví je například americká občanská válka.
Hlavní znaky druhé generace:
- upuštění od lineární taktiky (neúčinná pro moderní technice),
- moderní dělostřelectvo,
- telegraf a železnice,
- jízda ztrácí na významu (pouze k průzkumným účelům nebo pro rychlý přesun),
- použití kulometu a ostnatého drátu,
- obrněné stroje (především lodě),
- totální válka.

## Třetí generace válečnictví

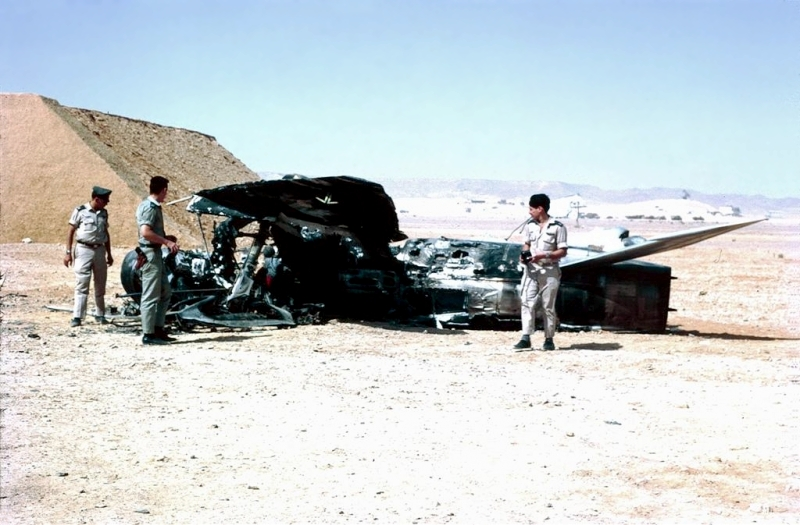
Příslušníci Izraelské armády si prohlížejí trosky arabského MiGu-21 zničeného na letišti Bir Gifgafa

Období třetí generace válečnictví bylo zaměřeno na rychlost a překvapení: charakteristické bylo obcházení pozic nepřítele s cílem způsobit kolaps nepřátelského týlu. Tato generace je spjata s teorií bleskové války a počátečními úspěchy nacistů během druhé světové války. K nejvýraznějším úspěchům této strategie patří porážka Francie v roce 1940 a šestidenní válka roku 1967, kdy Izrael simultánně porazil Egypt, Sýrii a Jordánsko. Pro čtvrtou generaci vedení války je charakteristické stírání hranic mezi válkou a politikou, ale také mezi kombatanty (frontovými vojáky) a civilisty.
Hlavní znaky třetí generace:
- manévrové válečnictví,
- cílem je obklíčit nepřítele,
- překvapení a ochromení nepřítele (tzv. blesková válka),
- tanky, taktické letectvo, motorizovaná pěchota.

## Čtvrtá generace válečnictví

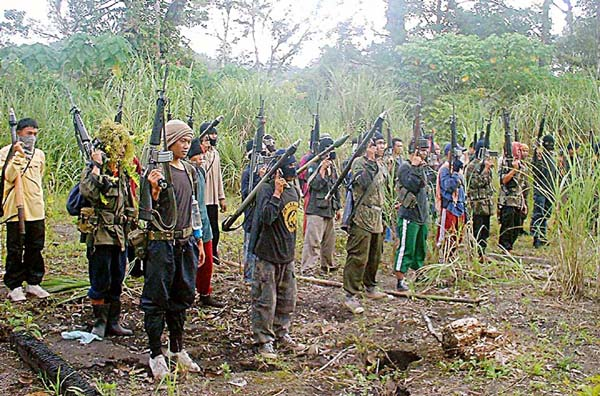
Partyzáni v Maguindanao, 1999

Celý koncept čtyř generací válečnictví byl poprvé popsán roku 1989 týmem amerických analytiků pod vedením Wiliama S. Linda v Marine Corps Gazette v článku nazvaném Změněná podoba války do čtvrté generace, ve kterém byl za čtvrtou generaci označen návrat válečnictví k decentralizované formě. Roku 2006 byl koncept rozšířen Thomasem X. Hammesem v knize Prak a kámen (The Sling and The Stone). V termínech moderního válečnictví znamená čtvrtá generace krok zpět do období před rokem 1648, kdy stát neměl monopol na ozbrojené síly a jedním z hlavních účastníků konfliktu byl ozbrojený nestátní subjekt. Po druhé světové válce se jedná o nejrozšířenější typ konfliktů. Střetem tohoto druhu však bylo již povstání otroků pod vedením Spartaka.
Hlavní znaky čtvrté generace:
- války s nestátními subjekty (gerilová válka, terorismus),
- vysoce sofistikovaná psychologická válka a propaganda, zejména prostřednictvím mediální manipulace, internetových trolů, robotů a zákonů,
- využívají se všechny dostupné tlaky (politické, ekonomické, sociální, vojenské),
- decentralizace vedení,
- asymetrický způsob vedení války,
- nástražné výbušniny, sebevražedné útoky,
- délka konfliktu (složité a dlouhodobé).

### Základní charakteristiky válek čtvrté generace
Čtvrtá generace válečnictví vyrůstá organicky z generace třetí, která se snaží obejít nepřítele a útočit na jeho týl přímo, jako tomu bylo v případě úderných jednotek v první světové válce útočících proti Britům a Francouzům ve snaze prolomit tehdejší pat. Tyto aspekty třetí generace vedení války přešly do čtvrté generace jako válečnictví rychlosti a iniciativy.
O čtvrté generaci uvažujeme od období studené války, kdy se supervelmoci a velké mocnosti pokoušely získat svůj podíl na koloniích a zabraných územích. Jelikož nebyly schopny přímého boje proti bombardérům, tankům a kulometům, používaly taktiku vzdělávání, šíření propagandy mezi obyvatelstvo, utajení a teroru ve snaze překonat technologickou propast mezi státní armádou a povstaleckým hnutím.
Zásadní podíl na této formě vedení války zpravidla mívá povstalecká skupina nebo jiný násilný nestátní aktér, který se snaží svrhnout vládu a nastolit svou vlastní moc. Nestátní subjekt je ovšem mnohem úspěšnější, když se nepokusí v krátkém termínu dosadit svou vlastní vládu, ale snaží se jednoduše dezorganizovat a delegitimizovat stát, který je zapojen do válečného konfliktu. Cílem je donutit tento stát, aby používal stále více vojáků a peněz ke znovunastolení řádu, čímž by měl v ideálním případě (z hlediska svého protivníka) dospět až ke svému totálnímu vyčerpání a ke kapitulaci nebo se stáhnout z oblasti konfliktu.
Čtvrtá generace válečnictví je často reprezentována konflikty zahrnujícími padlé státy a občanské války se zapojením nestátních účastníků, těžko řešitelnými etnickými nebo náboženskými otázkami či s velkými konvenčními vojenskými rozdíly. Velké množství těchto konfliktů se odehrává v takových geografických oblastech, které – dle Thomase P. M. Barnetta – nejsou integrovány do západního modelu globalizace.
Tato generace válečnictví má také mnoho společného s tradičními konflikty nízké intenzity v jejich klasické formě povstalecké a gerilové války. Stejně jako v těchto malých válkách je konflikt iniciován „slabší“ stranou, která může být označena za „ofenzivní“. Rozdíl spočívá ve způsobu, v jakém bojovníci čtvrté generace adaptují tyto tradiční koncepty na současné podmínky. Tyto podmínky jsou jiné díky technologiím, globalizaci, náboženskému fundamentalismu a posunu v etických a morálních normách, které přinášejí novou legitimitu do dříve jasných otázek podléhajících restrikcím ve vedení války.

### Příklady
- Libyjská občanská válka
- Syrská občanská válka
- Povstání Talibanu
- Rwandská válka
- Egyptská krize (2011–14)
- Anexe Krymu Ruskou federací
- Ruská vojenská intervence na Ukrajině (2014 – současnost)
- Ruská vojenská intervence v Sýrii (2015 – současnost)